# Grace Chang
Grace Chang Ge Lan [张玉芳] (chino: 葛兰; chino: 葛兰, pinyin: Lan Ge, Shanghái, 13 de junio de 1933) es una actriz y cantante china que reside en Hong Kong.

## Biografía
Nacida en Shanghái, se trasladó con su familia a Hong Kong en 1948.
Ella firmó un contrato con la empresa (Motion Picture y General Investments Limited), Grace Chang protagonizó varias películas en la que tuvo éxito, como It Blossoms Again, The Wild, Wild Rose y Mambo Girl..
La actriz se ha presentado, en su carrera de 11 años como actriz en 33 películas. Su aparición en el cine por última vez fue en 1964, aunque siguió cantando y conservando su voz para ser escuchadas en bandas sonoras posteriores.

## Filmografía
- Seven Sisters (1953)
- Red Bloom in the Snow (1954)
- Blood-Stained Flowers (1954)
- It Blossoms Again (1954)
- Soldier of Fortune (1955)
- Surprise (1956)
- The ingenious Seduction (1956)
- The Long Lane (1956)
- Over the Rolling Hills (1956)
- The Story of a Fur Coat (1956)
- Mambo Girl (1957)
- Booze, Boobs and Bucks (1957)
- Love and Crime (1957)
- Murder in the Night (1957)
- Torrents of Desire (1958)
- Golden Phoenix (1958)
- Crimes of Passion (1959)
- Spring Song (1959)
- Air Hostess (1959)
- Our Dream Car (1959)
- My Darling Sister (1959)
- The Girl With a Thousand Faces (1960)
- The June Bride (1960)
- Forever Yours (1960)
- The Loving Couple (1960)
- Miss Pony-Tail (1960)
- The Wild, Wild Rose (1960)
- Sun, Moon and Star (1961)
- Sun, Moon and Star Part 2 (1961)
- Because of Her (1963)
- The Magic Lamp (1964)
- A Story of Three Loves Part 1 (1964)
- A Story of Three Loves Part 2 (1964)
- The Hole (1998, solo colonna sonora)
- The Wayward Cloud (2005, solo colonna sonora)